# 99-я стрелковая дивизия (1-го формирования)
99-я стрелковая дивизия (99 сд) — формирование (воинское соединение, стрелковая дивизия) РККА Вооружённых Сил СССР.

## История
В октябре 1923 года часть личного состава 130-го Богунского стрелкового полка 44-й стрелковой дивизии была выделена для сформирования 130-го территориального полка. В конце октября 130-й территориальный стрелковый полк убыл в новый район расквартирования — Монастырище, Липовец.
99-я стрелковая дивизия (территориальная) начала формирование в апреле 1924 года в городе Черкассы Украинской ССР в Украинском военном округе (УВО) на базе 44-й Киевской стрелковой дивизии.
В 1925 году 99-я стрелковая дивизия входила в состав 17-го стрелкового корпуса.
В 1931 году дивизия переведена на кадровый принцип комплектования и обучения личного состава.
17 мая 1935 года Украинский военный округ разделён на Киевский военный округ (далее КВО) и Харьковский военный округ (ХВО). 99-я стрелковая дивизия 17-го стрелкового корпуса вошла в состав КВО.
26 июля 1938 года Главный Военный совет Красной Армии Киевский военный округ преобразовал в Киевский Особый военный округ и создал в округе армейские группы.
С 17 сентября 1939 года дивизия участвовала в походе в восточные районы Польши — Западную Украину в составе 13-го стрелкового корпуса Каменец-Подольской армейской группы, Южной армейской группы, 12-й армии Украинского фронта.
29 сентября 1939 года вошла в город Перемышль.
2 октября 1939 года входила в состав 17-го стрелкового корпуса 6-й армии Украинского фронта.

## В Великой Отечественной войне
Вечером 22 июня 1941 года дивизия в составе 8-го стрелкового корпуса 26-й армии Юго-Западного фронта (далее ЮЗФ) выдвинулась к советско-германской границе. Командир дивизии ― полковник Н. И. Дементьев.
23 июня на рассвете сводный отряд 92-го пограничного отряда НКВД, народные ополченцы и части дивизии участвуют в контрударе на город Перемышль, захваченный германской 101-й легкопехотной дивизией 22 июня, в результате чего правобережная советская часть города была отбита у противника, а граница — восстановлена.
27 июня 1941 года дивизия оставила пограничный город Перемышль и отходила в восточном направлении на Нижанковичи, м. Рудня, м. Комарно, м. Николаев, г. Винница (областной центр).
22 июля 1941 года за первые успешные бои на границе под городом Перемышлем награждена орденом Красного Знамени. 99-я стрелковая дивизия стала первым советским соединением, которое награждено орденом в годы Великой Отечественной войны
Дивизия попадает в окружение под Уманью, где большая часть личного состава дивизии погибла или попала в плен, удалось избежать окружения только части артиллерии и тылов; всего из Уманского котла вышло — около 2-х тысяч бойцов, при этом удалось сохранить знамёна дивизии и полков.
В мае 1942 года дивизия попала в окружение под Барвенковым, из которого вышли 1067 человек личного состава.
8 — 15 июня 1942 года дивизия выведена из состава Южного фронта и из района Редьковские Пески направлена для доукомплектования в Балашов в состав 6-й резервной армии. С 10 июля 1942 года дивизия передана в состав 8-й резервной армии.
К 10 марта 1943 года дивизия находилась в составе 62-й армии, погрузилась в воинские поезда на станции Паньшино и отправилась в распоряжение ЮЗФ (ст. Двуречная).
18 апреля 1943 года дивизия, за мужество и героизм личного состава в борьбе против немецко-фашистских захватчиков, удостоена почётного звания Гвардейская и преобразована в 88-ю гвардейскую стрелковую дивизию.

### Периоды вхождения в состав Действующей армии
- 22 июня 1941 года — 6 июня 1942 года
- 30 августа 1942 года −5 февраля 1943 года
- 20 марта 1943 года −17 апреля 1943 года

Перечень № 5 Стрелковых, горнострелковых, мотострелковых и моторизованных дивизий, входивших в состав действующей армии в годы Великой Отечественной войны 1941—1945 гг. / А. П. Покровский. — М.: Министерство обороны, 1956. — 218 с.

## Подчинение
| Дата            | Фронт (округ)                               | Армия               | Корпус (группа)        | Примечания |
| --------------- | ------------------------------------------- | ------------------- | ---------------------- | ---------- |
| 01.07.1941 года | Юго-Западный фронт                          | 26-я армия          | 8-й стрелковый корпус  |            |
| 01.08.1941 года | Южный фронт                                 | 12-я армия          | 13-й стрелковый корпус | -          |
| 01.09.1941 года | Юго-Западный фронт                          | -                   | -                      | -          |
| 01.10.1941 года | Южный фронт                                 | 18-я армия          | -                      | -          |
| 01.11.1941 года | Южный фронт                                 | 18-я армия          | -                      | -          |
| 01.12.1941 года | Южный фронт                                 | -                   | -                      | -          |
| 01.01.1942 года | Южный фронт                                 | 37-я армия          | -                      | -          |
| 01.02.1942 года | Южный фронт                                 | 37-я армия          | -                      | -          |
| 01.03.1942 года | Южный фронт                                 | 37-я армия          | -                      | -          |
| 01.04.1942 года | Южный фронт                                 | 9-я армия           | -                      | -          |
| 01.05.1942 года | Южный фронт                                 | 57-я армия          | -                      | -          |
| 01.06.1942 года | Юго-Западный фронт                          | 57-я армия          | -                      | -          |
| 01.07.1942 года | Резерв Ставки Верховного Главнокомандования | 6-я резервная армия | -                      | -          |
| 01.08.1942 года | Резерв Ставки Верховного Главнокомандования | 8-я резервная армия | -                      | -          |
| 01.09.1942 года | Сталинградский фронт                        | 66-я армия          | -                      | -          |
| 01.10.1942 года | Донской фронт                               | 66-я армия          | -                      | -          |
| 01.11.1942 года | Донской фронт                               | 66-я армия          | -                      | -          |
| 01.12.1942 года | Донской фронт                               | 66-я армия          | -                      | -          |
| 01.01.1943 года | Донской фронт                               | 66-я армия          | -                      | -          |
| 01.02.1943 года | Донской фронт                               | 66-я армия          | -                      | -          |
| 01.03.1943 года | Резерв Ставки Верховного Главнокомандования | 62-я армия          | -                      | -          |
| 01.04.1943 года | Юго-Западный фронт                          | 62-я армия          | -                      | -          |

## Полное наименование
Полное наименование:
- 99-я стрелковая дивизия (апрель 1924 г. — 22 июля 1941 г.)
- 99-я Краснознамённая стрелковая дивизия (с 22 июля 1941 г.)

## Подчинение
- 17-го стрелкового корпуса Украинского военного округа (1924 — 16.09.1939.)
- 13-й стрелковый корпус Каменец-Подольской армейской группы Украинского фронта (16 — 20.09.1939.)
- 13-й стрелковый корпус Южной армейской группы Украинского фронта (20 — 28.09.1939.)
- 13-й стрелковый корпус 12-й армии Украинского фронта. (28.09 — …10.1939.)
- 17-й стрелковый корпус 6-й армии Украинского фронта (на 2.10.1939.)
- 8-й стрелковый корпус 26-й армии Киевского Особого военного округа (1939 — 22.06.1941.)

## Состав
- 1-й стрелковый полк
- 197-й стрелковый полк
- 206-й стрелковый полк
- 473-й (22-й) артиллерийский полк
- 230-й отдельный артиллерийский дивизион
- 112-й отдельный истребительно-противотанковый дивизион
- 429-я зенитная батарея (113-й и 180-й отдельный зенитный артиллерийский дивизион)
- 554-й миномётный дивизион (с 1 ноября 1941 года по 6 июня 1942 года)
- 46-й отдельный разведывательный батальон (144-й отдельная разведываетельная рота)
- 186-й отдельный саперный батальон (20-й)
- 1542-я отдельная рота связи (34-й и 213-й отдельный батальон связи)
- 93-й отдельный медико-санитаный батальон (140-й и 330-й отдельный медико-санитарный батальон)
- 45-я отдельная рота химической защиты
- 198-я (172-я) автотранспортная рота
- 170-я (34-я) полевая хлебопекарня
- 262-й дивизионный ветеринарный лазарет
- 187-я дивизионная артиллерийская мастерская
- 165-я (2262) полевая почтовая станция
- 338-я полевая касса Государственного банка

Перечень № 5 Стрелковых, горнострелковых, мотострелковых и моторизованных дивизий, входивших в состав действующей армии в годы Великой Отечественной войны 1941—1945 гг. / А. П. Покровский. — М.: Министерство обороны, 1956. — 218 с.

## Командование
- Квятек, Казимир Францевич (10.1923—1924)[1][9];
- Саблин Юрий Владимирович (11.1926-07.1930)
- Раудмец Иван Иванович (01.07.1930-05.01.1935)
- Малышкин, Василий Фёдорович (1935—1936), полковник;
- Кузнецов, Василий Иванович (октябрь 1936 — 27.07.1937)[10], комбриг;
- Кругляков, Тимофей Петрович (14.07.1937 — 30.12.1937), комбриг;
- Честохвалов, Сергей Михайлович (30.12.1937 — 21.01.1939), комбриг;
- Турунов Иван Евдокимович (01.1939-10.01.1940), комбриг;
- Власов, Андрей Андреевич (01.1940 г. — 17.01.1941 г.), комбриг, генерал-майор[3][4];
- Дементьев Николай Иванович (17.01 — 01.07.1941 г.), полковник[3][4];
- Опякин, Павел Прокофьевич (02.07 — 11.08.1941 г.), полковник[3][4];
- Дмитриев, Павел Дмитриевич (12.08 — 01.09.1941 г.), комбриг[3][4];
- Владимиров, Владимир Яковлевич (02.09.1941 г. — 18.04.1943 г.), полковник, генерал-майор[3][4].

## Боевая деятельность

### 1924 год
99-я стрелковая дивизия (территориальная) начала формирование в апреле 1924 года в г. Черкассы Украинской Советской Социалистической Республики в Украинском военном округе на базе 44-я Киевской сд.,,
В это время командиром 99-й стрелковой дивизии был тридцатилетний польский рабочий Казимир Францевич Квятек.

### 1925 год
В 1925 году 99 сд входила в состав 17-го стрелкового корпуса, который состоял из 3, 23, 24, 96 и 99 стрелковых дивизий.

### 1926 год
В 1926 году в состав дивизии входили:
- управление дивизии.
- 295-й Днепровский стрелковый полк.[3]
- 296-й Шевченковский стрелковый полк.[3]
- 297-й Уманский стрелковый полк.[3]

Летом 1926 года, когда полковая школа 295 сп стояла в лагерях, к курсантам приехал командир 17-го стрелкового корпуса, в состав которого входила 99 сд, известный герой гражданской войны Ян Фрицевич Фабрициус. Он выступил перед красноармейцами, проверил проведение занятий, познакомился с бытом.

### 1931 год
Управление 99-й дивизии в г. Черкассы.
В состав дивизии входили:
- управление
- 295-й полк, в г. Черкассы.[3]
- 296-й полк, в г. Смела.[3]
- 297-й полк, в г. Умань.[3]
- 99-й лёгкий артиллерийский полк, в г. Жмеринка.[2],[3]

- 99-й отдельный кавалерийский эскадрон, в г. Черкассы.
- 99-я рота связи, в г. Черкассы.
- 99-я сапёрная рота, в г. Черкассы.

Стрелковый полк состоял:
- штаба
- 1,2,3-й стрелковые батальоны.
- батарея полковой артиллерии.
- обслуживающие подразделения.

В 1931 г. дивизия переведена на кадровый принцип комплектования и обучения личного состава.

### 1935 год
17 мая Украинский военный округ разделён на Киевский ВО (далее КВО) и Харьковский ВО. 17 ск вошёл в состав КВО.
1 июля 1935 года 99 сд (смешанная) 17 ск дислоцировалась в следующих гарнизонах:,
- Гарнизон г. Умань: управление дивизии; дивизионные части: 99-й артполк и другие; 297-й стрелковый полк.
- Гарнизон г. Вапнярка: 296-й Шевченковкий стрелковый полк,
- Гарнизон г. Могилёв-Подольский: 295-й Днепровский стрелковый полк.

12 — 17 сентября 99 сд 17 ск принимала участие в окружных тактических учениях Киевского военного округа — Киевских манёврах. Войска, принимавшие участие в манёврах, имели условное обозначение — «синие» и «красные». Народный комиссар обороны СССР К. Е. Ворошилов объявил благодарность всем командирам, политработникам и красноармейцам, принимавшим участие в манёврах.

### 1939 год
С 17 сентября 1939 года дивизия участвовала в военном походе в восточные районы Польши — Западную Украину в составе 13-го стрелкового корпуса 12-й армии Украинского фронта.
20 сентября Каменец-Подольская армейская группа переименована в Южную армейскую группу. Войска продолжали выполнять поставленные задачи.
28 сентября 12-я армия разделена на 12-ю армию и Кавалерийскую армейскую группу.
29 сентября 1939 года вошла в город Перемышль.
2 октября 1939 года входила в состав 17-го стрелковый корпус 6-й армии Украинского фронта.

### 1941 год
Хорошая подготовка дивизии была отмечена в Директиве Наркомата Обороны.
Директива о задачах огневой подготовки военных округов, объединений, соединений, частей на летний период 1941 года № 34678 17 мая 1941 г.

В результате поверки хода боевой подготовки, произведённой Наркоматом обороны и округами…

Из проверенных соединений в лучшую сторону выделяются: в КОВО — 99 сд
С мая 1941 г. дивизия содержалась по штатам № 04/100. С 20 мая 1941 г. получала приписной состав в количестве 1900 чел.
После начала боевых действий 22 июня 1941 г. дивизия была в составе 8-го стрелкового корпуса 26-й армии Юго-Западного фронта. Командир дивизии полковник Дементьев Николай Иванович.
23 июня на рассвете сводный отряд 92-го пограничного отряда НКВД, народные ополченцы и части дивизии участвуют в контрударе на г. Перемышль, захваченный германской 101-й легкопехотной дивизией 22 июня, в результате чего правобережная советская часть города была отбита у противника, а граница — восстановлена.,
27 июня 1941 г. дивизия оставила г. Перемышль и отошла на Нижанковичи, Рудня, Комарно, Николаев, Винница.
22 июля 1941 г. за первые успешные бои на границе под г. Перемышлем награждена орденом Красного Знамени. 99 сд стала первым советским соединением, которое награждено орденом в годы Великой Отечественной войны.
В конце июля дивизия попадает в окружение под г. Уманью, где большая часть дивизии погибла или попала в плен, организованно вышли из окружения артиллерийские полки, зенитный дивизион, связисты, сапёрный батальон; всего из Уманского котла вышло — около 2-х тысяч бойцов, при этом удалось сохранить знамёна дивизии и полков.,

### 1942 год
В мае 1942 г. дивизия попала в окружение под Барвенковым, из которого вышли 1067 человек личного состава.
8 — 15 июня 1942 г. дивизия выведена из состава ЮФ и из района Редьковские Пески направлена для доукомплектования в Балашов в состав 6-й резервной армии.
С 10 июля 1942 г. дивизия передана в состав 8-й резервной армии.
Дивизия участвовала в Сталинградской битве.

### 1943 год
К 10 марта 1943 г. дивизия находилась в составе 62-й армии, погрузилась в воинские поезда на ст. Паньшино и отправилась в распоряжение Юго-Западного фронта (ст. Двуречная).
18 апреля 1943 г. дивизия преобразована в 88-ю гвардейскую сд.

## Награды
- Орден Красного Знамени (Указ Президиума Верховного Совета СССР «О награждении орденом „Красное Знамя“ 99 стрелковой дивизии» от 22 июля 1941 г.) — «За образцовое выполнение боевых заданий командования па фронте борьбы с германским фашизмом и проявленные при этом доблесть и мужество»[14] (за первые успешные бои на границе под г. Перемышлем).

Награды частей дивизии:
- 1-й стрелковый ордена Красной Звезды[15] полк